# Шмаков Олексій Єгорович
Олексій Єгорович Шмаков (1 червня 1933 , Шмакови, Кіровська область  — 16 вересня 2021 , Євпаторія, Республіка Крим ) — радянський білоруський та український скульптор-монументаліст. Член Кримського відділення Національної Спілки художників України.

## Біографія
Народився 1 червня 1933 року у с. Шмакови Кіровської області.
У 1948—1951 роках навчався в каменерізній школі в Кунгурі за спеціальністю «художня обробка уральського каменю», що в майбутньому зіграло роль при вступі до інституту. Після закінчення 1959 року Білоруського державного театрально-художнього інституту за класом скульптури Андрія Бембеля  був направлений на роботу до Берестя, де виконав ряд художніх робіт в галузі станкової та монументальної скульптури. У міському парку культури та відпочинку з'явилася скульптурна група «Ленін з дітьми». Встановлено пам'ятники-погруддя письменнику Миколі Гоголю (1962), Герою Радянського Союзу Андрію Кижеватову (1965) та поету Адамові Міцкевичу (1965). Для Музею оборони Брестської фортеці виконав діораму «Справа біля Тереспільських воріт» та рельєф «Нескорені», бюсти захисників фортеці. У Кам'янці Берестейської області було встановлено постать В. І. Леніна (1960), у Пінську — пам'ятник воїнам-визволителям і морякам Дніпровської військової флотилії (1962).
У 1964 році став членом Спілки художників СРСР. 1967 року переїхав до Євпаторії, де створив десятки монументальних творів, у тому числі пам'ятники комунарам Євпаторії, першому голові Ради робітничо-селянських та солдатських депутатів Євпаторії Д. Л. Караєву, Максиму Горькому, Миколі Островскому, Гомеру, Тарасові Шевченка, Семену Дувану, Ашику Умеру, євпаторійцям, які загинули в роки Громадянської та німецько-радянської війн, морякам-десантникам, твори садово-паркової скульптури «Діти Батьківщини», «Материнство», «Хлопчик з гирею», «Хлопчик на дельфіні», «Відпочиваючий Геракл», «Сім'я на пляжі», «Народження Керкінітіди». Створив пам'ятник воїнам Четвертого Українського фронту, які форсували Сиваш у 1943—1944 роках, встановлений у 1970 році на Перекопі (20 км на північ від с. Томашівка), у 2000 році — великий бронзовий барельєф академіка В. І. Вернадського для Таврійського національного університету імені В. І. Вернадського.
Багато подорожував, працював над скульптурами в Індії, Італії, Іспанії, Еквадорі, Австралії, США. Автор скульптури верховного інку Атавальпи на центральній площі Кіто в Еквадорі, створеної в 1994 році. В Італії виконав у граніті пам'ятник загиблим у Другій світовій війні мирним жителям та монумент «Розсерджений вулкан», був прийнятий до Спілки італійських художників.
Спільно з Віталієм Зайковим брав участь у створенні експозиції приватного Музею світової скульптури та прикладного мистецтва просто неба, заснованого в 2007 році в Євпаторії скульптором Л. П. Захаровим. У 2019 році у Євпаторійському краєзнавчому музеї відбулася ювілейна фотовиставка, присвячена 85-річчю О. Є. Шмакова.
Помер 16 вересня 2021 року в Євпаторії.

## Галерея

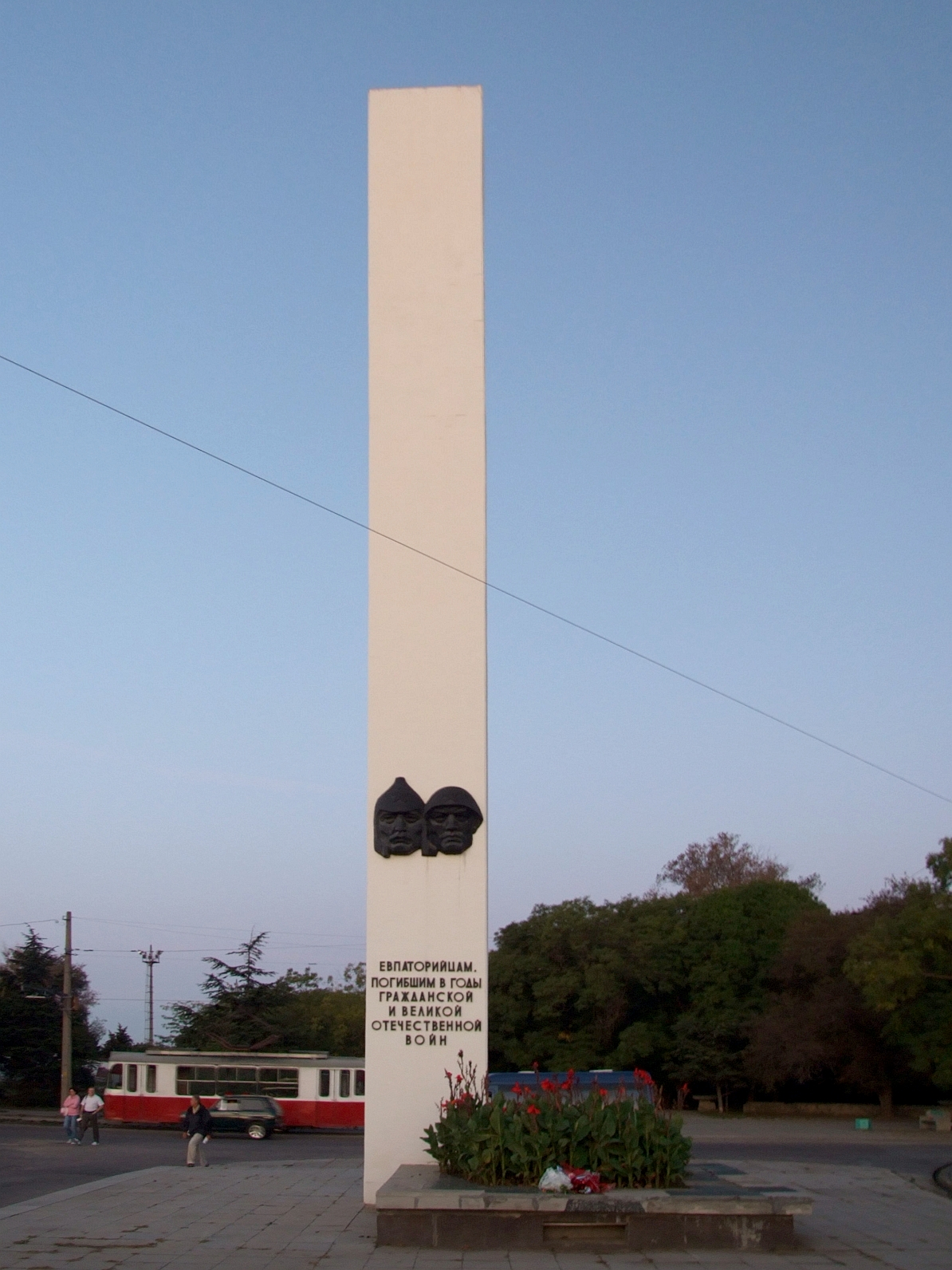
Пам'ятний знак на честь євпаторійців, які загинули у роки Громадянської та німецько-радянської воєн.| Герб | Об`єкт культурної спадщини Росії регіонального значення рег. № 911710841200005 (ЄДРОКС) |
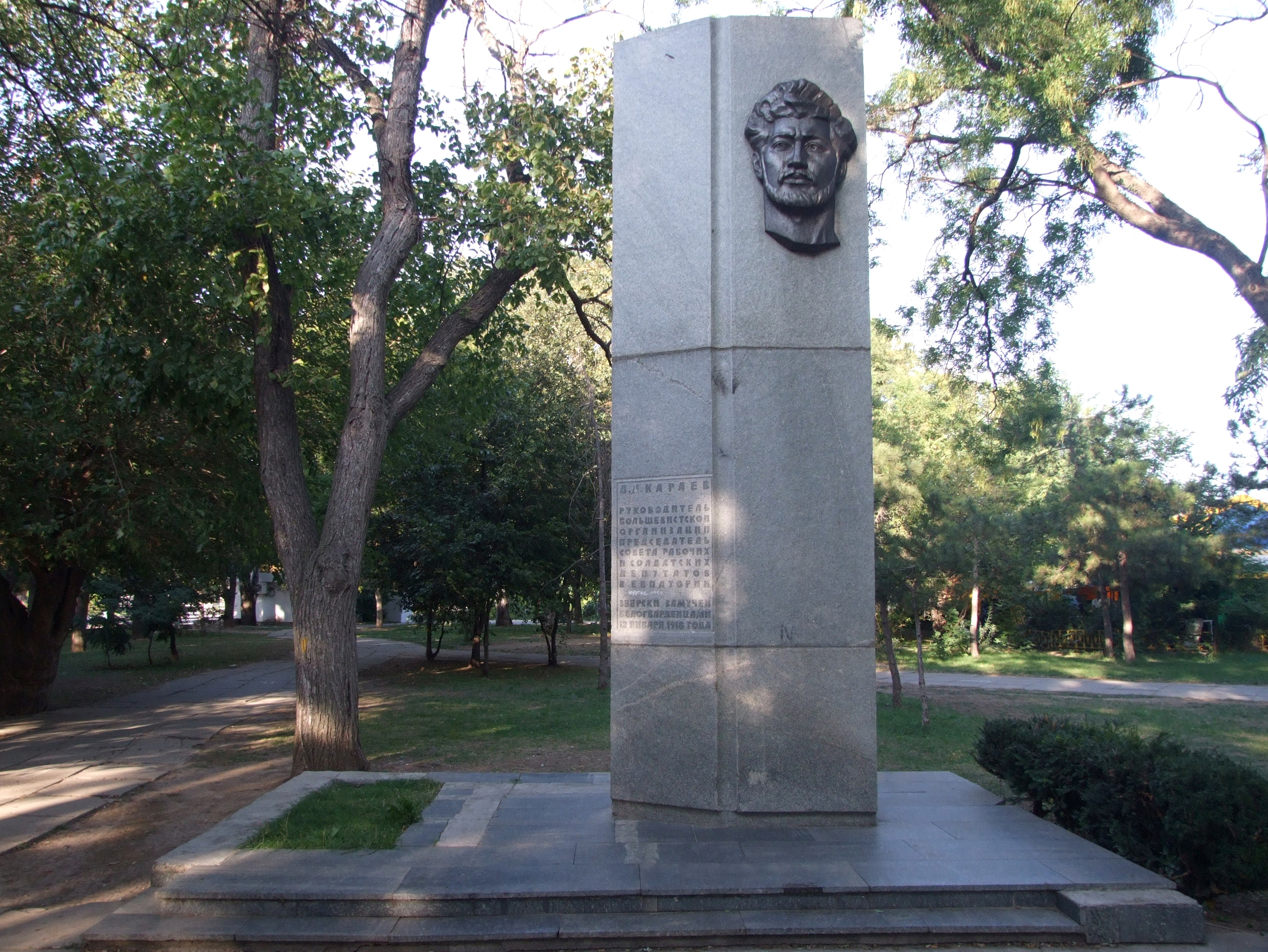
Пам'ятник голові Ради робітників, селянських та солдатських депутатів Євпаторії Д. Л. Караєву.| Герб | Об`єкт культурної спадщини Росії регіонального значення рег. № 911710841220005 (ЄДРОКС) |
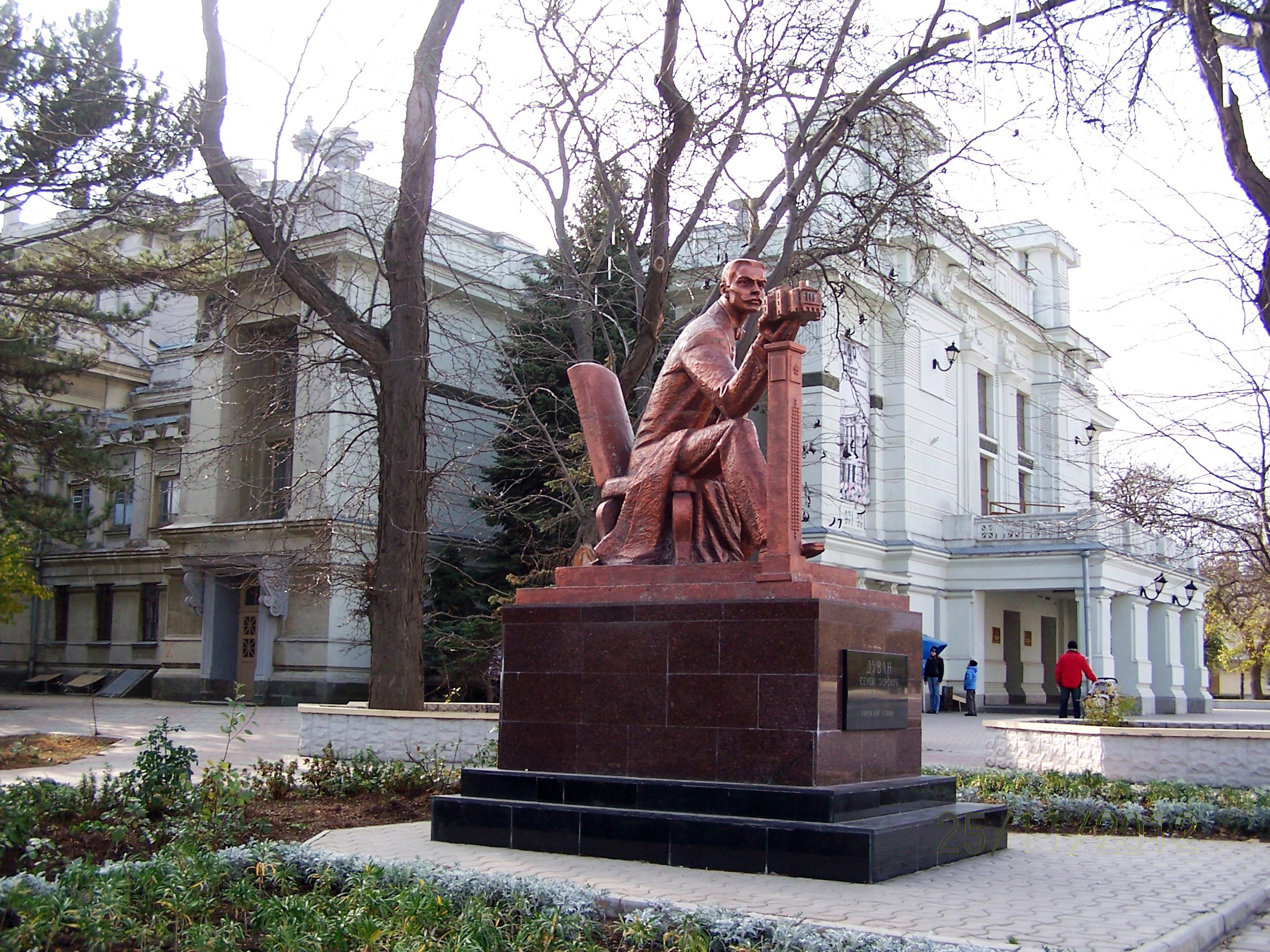
Пам'ятник Семену Дувану.
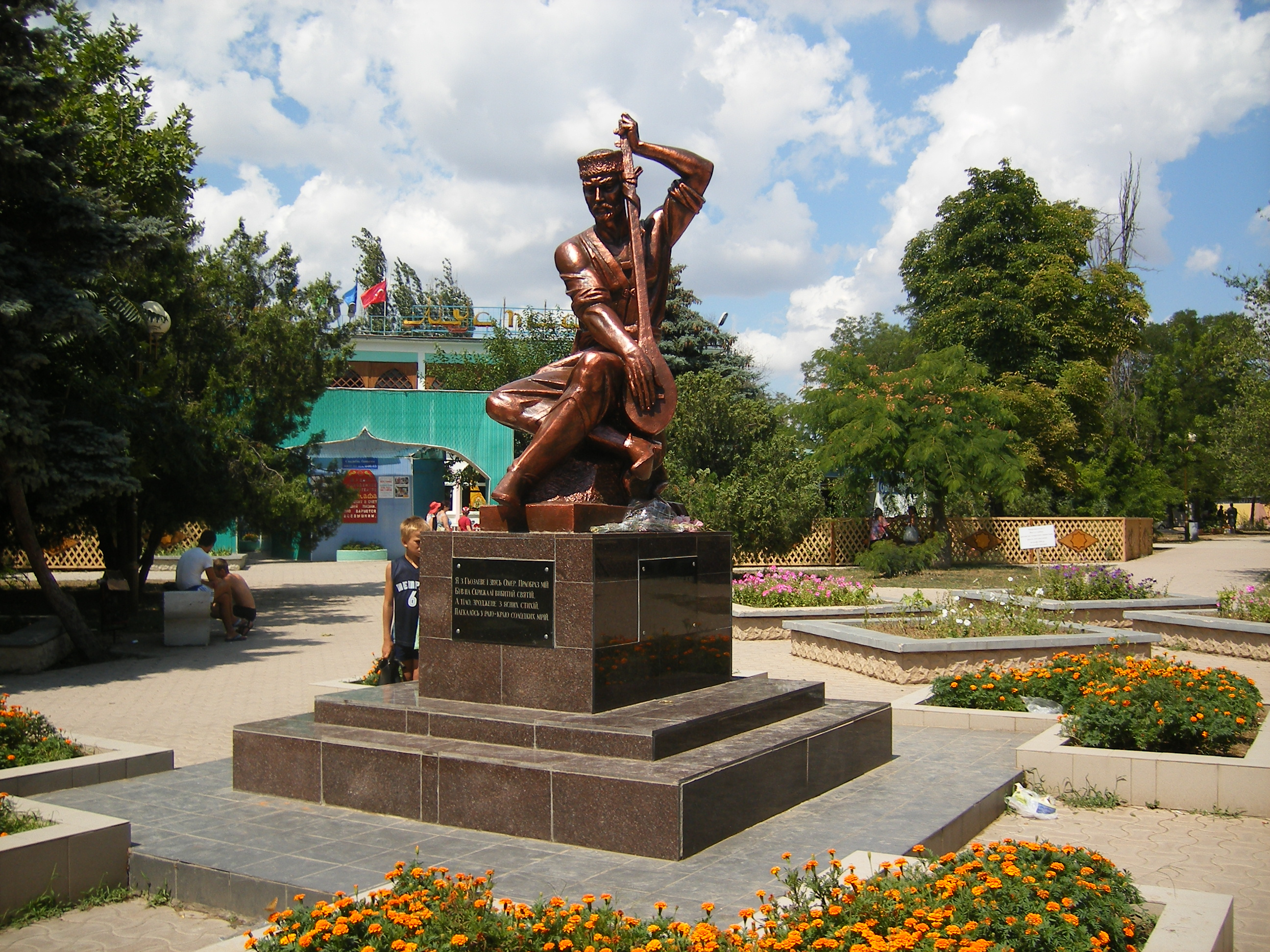
Пам'ятник Ашику Умеру.
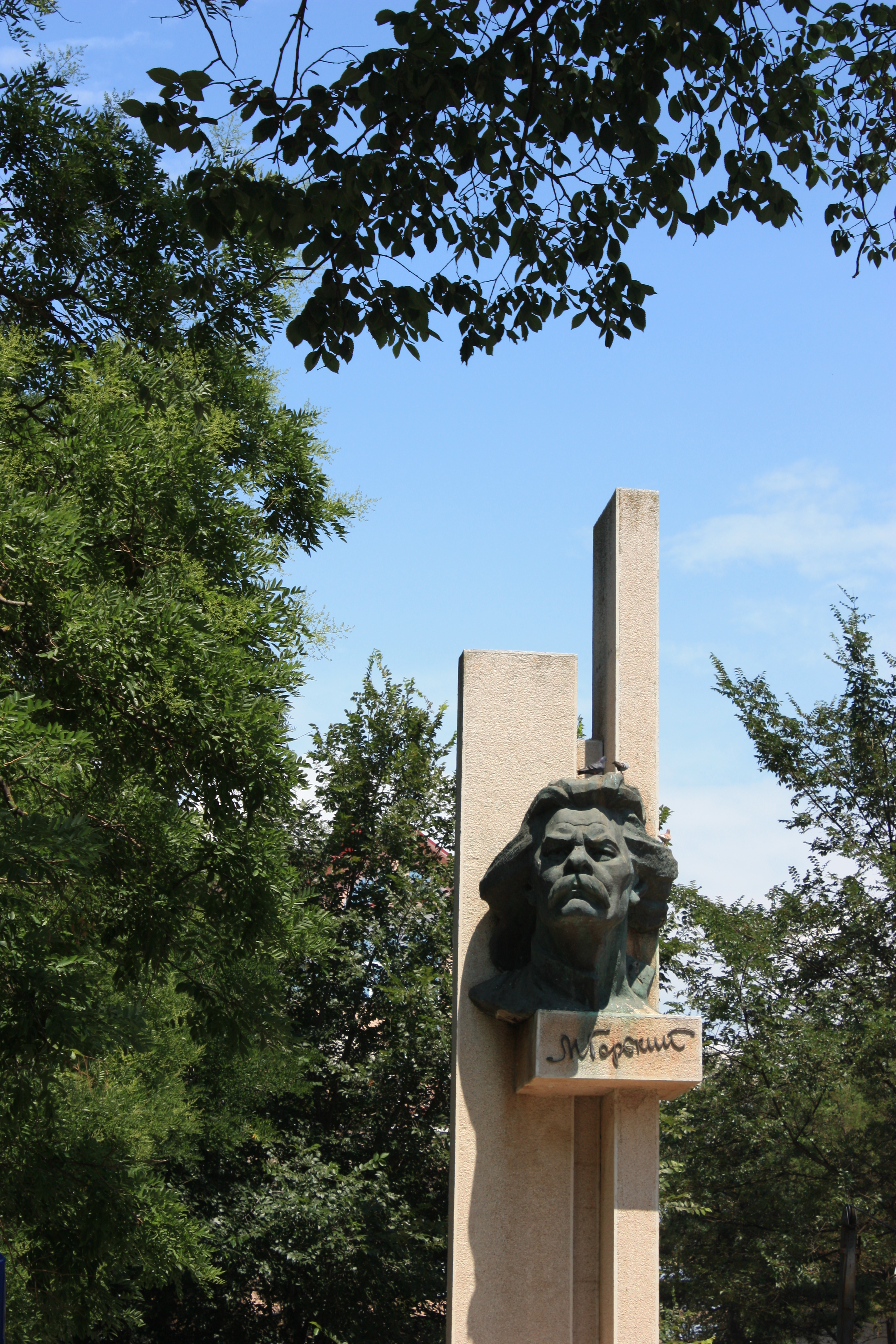
Пам'ятник О. М. Горькому.| Герб | Об`єкт культурної спадщини Росії регіонального значення рег. № 911710841150005 (ЄДРОКС) |

## Нагороди та звання
- Почесна грамота Президії Верховної Ради Автономної Республіки Крим (2003)[1]
- Премія імені С. Е. Дувана (2005, Євпаторія)[11]
- Звання " Почесний громадянин Євпаторії " (2008)[6]
- Почесне звання «Заслужений художник Автономної Республіки Крим» (2011)[12]
- Медаль «За доблесну працю» (2018, Крим)[13]
- Грамота глави міста Євпаторії (2018)[14]
- Премія Спілки художників Росії[5]